# Condylostylus xizangensis
Condylostylus xizangensis är en tvåvingeart som beskrevs av Zhu och Yang 2007. Condylostylus xizangensis ingår i släktet Condylostylus och familjen styltflugor. Inga underarter finns listade i Catalogue of Life.